# Nocera Superiore
Nocera Superiore ist eine Gemeinde mit 23.592 Einwohnern (Stand 31. Dezember 2023) in der Provinz Salerno, Region Kampanien.
Die Nachbarorte von Nocera Superiore sind Cava de’ Tirreni, Nocera Inferiore, Roccapiemonte und Tramonti.

## Demografie
Nocera Superiore zählt 7445 Privathaushalte. Zwischen 1991 und 2001 stieg die Einwohnerzahl von 22.325 auf 23.837. Dies entspricht einer prozentualen Zunahme von 6,8 %.

## Ehrenbürger
- 2007: Michael Stettler